# 瑟梅讷河
瑟梅讷河（法語：Semène，法語發音：[səmɛn]）是法国奥弗涅-罗讷-阿尔卑斯大区上盧瓦爾省与卢瓦尔省的河流，是卢瓦尔河的右支流，长45.7千米。